# ماثيو شيبرد (سياسي)
ماثيو شيبرد (بالإنجليزية: Matthew Shepherd)‏ هو محامي وسياسي أمريكي، ولد في 21 فبراير 1976 في الولايات المتحدة. حزبياً، نشط في الحزب الجمهوري. وقد انتخب عضو مجلس نواب أركنساس.

## وصلات خارجية
- الموقع الرسمي